# Christa Ludingová
Christa Ludingová (* 4. prosince 1959 Weißwasser), rozená Rothenburgerová, je bývalá německá a východoněmecká rychlobruslařka a cyklistka.
Na mezinárodních rychlobruslařských závodech debutovala v roce 1976, roku 1979 se poprvé zúčastnila Mistrovství světa ve sprintu, odkud si přivezla bronzovou medaili. V následující sezóně se mimo jiné zúčastnila sprinterského světového šampionátu (4. místo) a Zimních olympijských her 1980 (500 m – 12. místo, 1000 m – 18. místo). V dalších dvou letech se na mistrovstvích světa ve sprintu umístila na 4., respektive 6. příčce, další bronzovou medaili získala v ročníku 1983. Na zimní olympiádě 1984 vyhrála závod na 500 m, na dvojnásobné trati pátá. V roce 1985 poprvé zvítězila na světovém šampionátu ve sprintu, z následujících ročníků této soutěže si až do roku 1989 včetně odvezla vždy medaili, z toho ještě jednou zlatou (1988). Ve druhé polovině 80. let čtyřikrát vyhrála celkové hodnocení Světového poháru, jednou v závodech na 1000 m, třikrát na nejkratší trati 500 m. Na Zimních olympijských hrách 1988 získala zlatou medaili ze závodu na 1000 m, na trati 500 m byla druhá. Sezónu 1989/1990 vynechala, poté startovala např. na zimní olympiádě 1992, kde na distanci 500 m vybojovala bronz, a na Mistrovství světa ve sprintu 1992, kde získala medaili ze stejného kovu. Po sezóně 1991/1992 ukončila aktivní závodní kariéru.
Jako dráhová cyklistka vyhrála sprinterský závod na mistrovství světa v roce 1986, o rok později v této disciplíně získala stříbrnou medaili. Stala se tak po Sheile Youngové druhou ženou, která se stala mistryní světa v rychlobruslení i v cyklistice. Startovala i na Letních olympijských hrách 1988, kde se ve sprinterském závodě umístila na druhém místě.
V roce 1988 se vdala za svého trenéra Ernsta Ludinga.